# فرانکویل (آلاباما)
فرانکویل (به انگلیسی: Frankville) یک منطقهٔ مسکونی در ایالات متحده آمریکا است که در شهرستان واشینگتن، آلاباما واقع شده‌است. فرانکویل ۴۶٫۰۳ متر بالاتر از سطح دریا واقع شده‌است.